# Hoa-Binh
Hoa-Binh (em vietnamita:  Hòa Bình, em chinês:  和平) é um filme de drama francês de 1970 dirigido e escrito por Raoul Coutard, e baseado no romance La colonne de cendres de Françoise Lorrain. A ação se passa durante a Guerra do Vietnã através dos olhos de um pequeno órfão abandonado à própria sorte e de sua irmãzinha. Foi indicado ao Oscar de melhor filme estrangeiro na edição de 1971, representando a França.

## Sinopse
A vida de um jovem vietnamita é virada de cabeça para baixo pela guerra que assola o seu país. Enquanto seu pai vai lutar pelos vietcongues, o menino de dez anos fica com a irmã mais nova e a mãe. Quando esta morre, ele tem que cuidar da irmã e se torna engraxate.

## Elenco
| Ator              | Papel                 | Detalhes       |
| ----------------- | --------------------- | -------------- |
| Lan Phi           | Hung                  | O protagonista |
| Huynh Cazenas     | Xuan                  | A irmã         |
| Xuan Ha           | Mãe                   |                |
| Le Quynh          | Pai                   |                |
| Marcel Lan Phuong | Nam                   |                |
| Bui Thi Thanh     | Tran Thi Ha           |                |
| Tran Van Lich     | Comissário político   |                |
| Anh Tuan          | Oficial vietcongue    |                |
| Kieu Anh          | Enfermeira vietnamita |                |
| Danièle Delorme   | Enfermeira francesa   | Não-creditada  |
| Raoul Coutard     | Francês irritado      | Não-creditado  |